# دکتر حاج میرزا رضاخان
دکتر رضا خان پزشک و نماینده مجلس بود. در دوازدهم مهر ۱۲۸۹ خورشیدی با رأی نمایندگان به عضویت دومین دوره مجلس شورای ملی درآمد تا کرسی خالی سید محمد بهبهانی را که استعفا کرده بود پر کند.  او از اعضای نخستین کمیسیون بهداشت (حفظ الصحه) بود که در مجلس تشکیل شد. 